# Epic (песня Faith No More)
Epic — пятый сингл американской группы Faith No More.
«Epic» стала прорывным хитом, а также самой известной песней Faith No More в США. Сингл попал на 9-е место в Billboard Hot 100 (единственная песня группы, попавшая в десятку этого чарта) и стал их первым хитом № 1 в ARIA Charts.
Песня попала на 30-е место в списке телеканала VH1 «40 Greatest Metal Songs», на 67-е в их списке «100 Greatest One-hit Wonders» (хотя группа и не соответствует критериям этого списка, имея больше одного хита), на 52-е место в списке «100 Greatest Artists Of Hard Rock» (VH1), также сингл заполучил 46-е место в «Triple J Hottest 100 of All Time», самом большом музыкальном опросе в мире.
В США Американская ассоциация звукозаписывающих компаний удостоила сингл золотого статуса.
Сингл получил номинацию на «Грэмми» в категории «Лучшее хард-рок/метал исполнение». Видео на песню было номинировано на MTV Video Music Awards в 1990.

## Музыкальное видео
Видео было вдохновлено работами художника Сальвадора Дали.
Музыкальное видео имело тяжелую ротацию на MTV в течение всего года, несмотря на негативную реакцию активистов по защите прав животных, недовольных тем, что в конце видео показана замедленная съемка рыбы, находящейся на суше. В одном из интервью с MTV Faith No More сказали, что после съемок рыбка была возвращена в воду и абсолютно не пострадала.
Гитарист Джим Мартин был близким другом Клиффа Бертона (басист Metallica) ещё со школьных лет. В этом видео Джим одет в футболку с фото Клиффа и надписью «Дань Клиффу Бертону». Кроме того, Майка Паттона можно увидеть в футболке с логотипом Mr. Bungle и подписью «Трактор В Моих Яйцах, Снова» (There’s A Tractor In My Balls Again).
Видео было номинировано на MTV Video Music Awards в 1990.

## Композиция и её влияние
Песня написана в тональности ми-минор.
Партия бас-гитары (Билли Гулд) сыграна распространенным в фанке приемом — слэпом. Большая часть песни (вступление, куплеты, припев) на бас-гитаре исполняется одной нотой (ми, открытая четвёртая струна).
Гитара (Джим Мартин) в этой песне (как и в большинстве других на альбоме) находится под влиянием метала. Песня начинается с мощных искаженных эффектом «дисторшн» пауэер-аккордов. После вступления, в первом куплете гитара отсутствует, а затем в припеве звучит та же самая аккордовая последовательность, что и во вступлении. Во втором и третьем куплете, а также в следующих припевах появляются новые риффы.
Соло написано в минорной гамме в тональности ми-минор в «металическом» стиле. Используется несколько «слоев» электрогитары, наложенных друг на друга — ритм, соло и т. п. Ближе к окончанию, Джим Мартин и Билли Гулд импровизируют до тех пор, пока не начинается минорное заключение на клавишных, под которое плавно исчезает звук всех остальных инструментов (Родди Боттум).
В вокале заметно влияние фанка (припевы). В куплетах используется речитатив.
Слияние таких элементов, как хэви-метал гитара Джима Мартина и рэп Паттона в куплетах сделало Faith No More «пионерами рэп-метала». Композиция стала одним из первых хитов, соединивших в себе элементы хип-хопа и хэви-метала, повлияв на успех будущих звезд ню-метал и рэп-метал сцены.

## Чарты
Композиция отлично показала себя в чартах США, попав на девятое место в поп-чарте (единственное попадание группы в 10-ку американского поп-чарта) и на второе место в рок-чарте Modern Rock Tracks. Является самым успешным синглом группы в Америке. Песня стала первым хитом-номер-один для коллектива, возглавив чарты Австралии. Однако в Британии песня показала себя сравнительно плохо (25 место), другие хиты-номер-один Faith No More («Midlife Crisis», «Easy») войдут в верхнюю десятку чартов Соединенного Королевства.

| Chart              | Peak |
| ------------------ | ---- |
| Australian Singles | 1    |
| Modern Rock        | 2    |
| Billboard Hot 100  | 9    |
| Mainstream Rock    | 25   |
| UK Singles         | 25   |

| End of year chart (1990) | Position |
| ------------------------ | -------- |
| U.S. Billboard Hot 100   | 75       |